# Ґолембюв (Ліпський повіт)
Ґолембюв (пол. Gołębiów) — село в Польщі, у гміні Ліпсько Ліпського повіту Мазовецького воєводства.
Населення — 188 осіб (2011).
У 1975—1998 роках село належало до Радомського воєводства.

## Демографія
Демографічна структура станом на 31 березня 2011 року:
|          | Загалом | Допрацездатний вік | Працездатний вік | Постпрацездатний вік |
| -------- | ------- | ------------------ | ---------------- | -------------------- |
| Чоловіки | 97      | 21                 | 68               | 8                    |
| Жінки    | 91      | 15                 | 59               | 17                   |
| Разом    | 188     | 36                 | 127              | 25                   |